# Shadowmaker (álbum de Apocalyptica)
Shadowmaker é o oitavo álbum de estúdio da banda finlandesa de cello metal Apocalyptica. Foi lançado em 17 de abril de 2015 na Europa e na Austrália, no dia 20 do mesmo mês no Reino Unido, França e América Latina, no dia 21 nos Estados Unidos e no Canadá, e no dia 22 no Japão. É o primeiro álbum da banda com um único vocalista, Franky Perez.
Comentando o álbum, o membro Eicca Toppinen disse:
| “ | Eu acho que é um tipo totalmente novo de disco para o Apocalyptica especialmente porque nós temos um cantor no álbum inteiro e eu acho que isso está tornando o álbum todo mais sólido. É mais uma gravação de uma banda comparado ao álbum em que nós tivemos vocalistas convidados então eu acho que é mais sólido. | ” |

## Antecedentes e gravações
Após a turnê do 7th Symphony, a banda tirou um tempo de férias e não fez nada além do concerto Wagner Reloaded-Live in Leipzig. Apos a pausa,eles se reuniram para discutir o próximo álbum. Segundo Eicca, "[...] se nós quiséssemos fazer algo, nós teríamos que fazer exatamente o que nós queremos fazer e essa gravação é o resultado daquilo, daquela jornada. Nós queríamos nos desafiar ainda mais e nós queríamos ser firmes como uma banda antes da pré-produção."
Sobre a participação de Franky Perez, Eicca disse que a banda estava procurando por um vocalista para fazer o disco inteiro, excursionar com eles e "tornar a coisa toda mais compreensível para as pessoas, para fazer as circunstâncias de trabalho mais confortáveis para nós onde coisas não são tão dependentes de pessoas de fora da banda". Para encontrar um cantor, a gravadora fez uma lista com 20 a 25 sugestões. A banda a analisou e pediu que cinco deles gravassem algo, e então eles convidaram três deles para cantar uma seção de "Hole in My Soul", uma das faixas do álbum. Frank foi o escolhido e aceitou por não estar compromissado com nenhum outro projeto além de sua carreira solo. Eicca disse que ele "ama" a voz de Frank e comentou: "Ele não é só um cantor regular. Ele é tem um som cheio de alma  e ele é capaz de cantar estilos diferentes o que é perfeito para o Apocalyptica porque nossas canções não são apenas heavy metal, é uma variedade de diferentes cores e diferentes dinâmicas e o cantor precisa estar à altura disso. [...] Fizemos alguns shows no Canadá no último mês de agosto, um teste e funcionou perfeitamente junto".
O álbum foi pré-produzido principalmente em Nashville com o produtor Nick Raskulinecz, com trabalhos adicionais sendo feitos pela banda na Finlândia. Frank foi parte da pré-produção do álbum e ajudou a banda a arranjar as canções. Comentando o processo de gravação, Frank disse: "Nós fomos uma equipe, quer dizer, cada um teve o direito de falar e toda opinião na sala era totalmente levada em conta e eram valiosas."

## Informações das faixas
"I-III-V Seed of Chaos" foi concebida como a abertura do álbum, mas foi uma das últimas faixas a ser preparada. "Cold Blood" foi a última faixa a ser escrita e era originalmente mais lenta em sua versão demo. "Shadowmaker" foi a primeira faixa a ser escrita. Eicca explicou que ele queria que ela soasse tanto como uma faixa instrumental quanto como uma faixa vocal. Foi coescrita por Johnny Andrews, com quem a banda já havia escrito "End of Me" e "I'm Not Jesus". "Slow Burn" é uma "balada que não é uma balada" e foi composta como um par de "Shadowmaker". "Reign of Fear", que era mais longa em sua versão original, é influenciada por bandas de Thrash metal dos anos 1980.
"Hole in My Soul" é uma balada que Eicca descreve como uma faixa "emocional". "House of Chains" possui elementos de nu metal, embora Eicca admita não ser um grande fã do gênero. "Riot Lights" foi a segunda faixa a ser escrita e foi concebida como uma faixa instrumental "pegajosa". Eicca recorreu à música trance para obter inpiração para o riff principal. "Come Back Down" originalmente era uma faixa instrumental progressiva de sete minutos, mas como ela não atingiu o nível desejado, foi encurtada e transformada numa faixa vocal. "Til Death Do Us Part" tinha originalmente apenas três minutos, mas Nick pediu que ela fosse maior, e Eicca se disse satisfeito com o resultado final. "Dead Man's Eyes" foi criada a partir da junção das melhores partes de duas composições de Perttu. É a faixa de encerramento e Eicca a considera a conclusão apropriada para o álbum.

## Faixas
Todas as faixas produzidas por Nick Raskulinecz.
| Edição regular |                                                                     |                                                                |         |  |
| N.º            | Título                                                              | Compositor(es)                                                 | Duração |  |
| 1.             | "I-III-V Seed of Chaos" (I-III-V Semente do Caos (instrumental))    | Eicca Toppinen, Perttu Kivilaakso, Paavo Lötjönen, Mikko Sirén | 1:26    |  |
| 2.             | "Cold Blood" (Sangue Frio)                                          | Toppinen, Martin Hansen                                        | 3:27    |  |
| 3.             | "Shadowmaker" (Criador de Sombras)                                  | Toppinen, Johnny Andrews, Franky Perez                         | 7:35    |  |
| 4.             | "Slow Burn" (Queimadura Lenta)                                      | Toppinen, Andrews, Perez                                       | 4:44    |  |
| 5.             | "Hole in My Soul" (Buraco em Minha Alma)                            | Toppinen, Hansen, Perez                                        | 4:05    |  |
| 6.             | "House of Chains" (Casa de Correntes)                               | Toppinen, Andrews                                              | 3:28    |  |
| 7.             | "Riot Lights" (Luzes da Revolta (instrumental))                     | Toppinen                                                       | 6:40    |  |
| 8.             | "Sea Song (You Waded Out)" (Canção do Mar (Você Vadeou para Fora))  | Toppinen, Guy Sigsworth, Richard Walters                       | 4:54    |  |
| 9.             | "Till Death Do Us Part" (Até que a Morte nos Separe (instrumental)) | Kivilaakso                                                     | 7:50    |  |
| 10.            | "Dead Man's Eyes" (Olhos do Homem Morto)                            | Perez, Toppinen, Kivilaakso, Lötjönen, Sirén                   | 9:42    |  |
| Duração total: | Duração total:                                                      | Duração total:                                                 | 53:57   |  |

| Faixas bônus da edição limitada |                                                |         |  |
| N.º                             | Título                                         | Duração |  |
| 5.                              | "Reign of Fear" (Reino de Medo (instrumental)) | 6:54    |  |
| 9.                              | "Come Back Down" (Volte Para Baixo)            | 4:24    |  |

## Lançamento
Shadowmaker foi lançado em cinco formatos diferentes.
CD regular
O álbum regular com dez faixas.
Vinil duplo LP
Contém o álbum regular com dez faixas e duas faixas bônus e um CD.
CD de luxo Mediabook
Contém 12 faixas (faixas adicionais sendo "Reign of Fear" e "Come Back Down").
Download digital
A versão de download digital inclui as dez faixas mais duas faixas bônus.
Caixa
Uma caixa de colecionador incluindo o CD da edição limitada, o vinil duplo LP, um encarte especial do tamanho do vinil, foto da banda, vela Apocalyptica/Shadowmaker e um código de download para conteúdo digital exclusivo.

## Créditos
- Perttu Kivilaakso – violoncelo
- Paavo Lötjönen – violoncelo
- Mikko Sirén – bateria, percussão
- Eicca Toppinen – violoncelo
- Franky Perez – vocais
- Nick Raskulinecz – produção
- Greg Fidelman – mixagem